# Bel Mesquita
Ana Isabel Mesquita de Oliveira, mais conhecida como Bel Mesquita (Jundiaí, 24 de setembro de 1952 - Belém, 19 de setembro de 2024), foi uma professora, psicóloga e política brasileira. De fevereiro de 2007 a fevereiro de 2011, foi Deputada Federal pelo Pará. Anteriormente, de 1997 a 2005, foi Prefeita de Parauapebas.
Paulista, Mesquita graduou-se em Psicologia pela Pontifícia Universidade Católica de Campinas em 1974. Trabalhou como professora universitária na matéria de Psicologia social nas Faculdades de Educação e Cultura de São Caetano do Sul de 1976 a 1977, e foi psicóloga da Fundação Estadual do Bem-Estar do Menor entre 1977 e 1984. Mudou-se para Parauapebas em 1984, onde presidiu a Fundação de Ação Social e Cultural e o Conselho Municipal de Saúde.
Filiou-se ao Partido da Social Democracia Brasileira (PSDB) em 1995, partido pelo qual foi eleita Prefeita de Parauapebas em 1996. Em 2000, reelegeu-se para o cargo, mas desta vez pelo Partido Trabalhista Brasileiro. Em 2005 foi para o Partido do Movimento Democrático Brasileiro, elegendo-se Deputada Federal na eleição do ano seguinte.
Na câmara baixa do parlamento brasileiro, Mesquita integrou as comissões de Educação e Cultura, a de Seguridade Social e Família e foi Procuradora-Adjunta da Procuradoria Especial da Mulher em 2009. Em 2011, a Presidente Dilma Rousseff nomeou-a Secretária Nacional de Políticas de Turismo, onde permaneceu no cargo por um ano. Bel faleceu em Belém no dia 19 de setembro de 2024 devido a um câncer de pâncreas.